# Ewa Ernst-Dziedzic
Ewa Ernst-Dziedzic (ur. jako Ewa Dziedzic 16 czerwca 1980 r. w Proszowicach) – austriacka polityk narodowości polskiej, od 2015 r. członkini Rady Federalnej, od 2019 posłanka Rady Narodowej z ramienia Partii Zielonych.

## Życiorys
Urodzona 16 czerwca 1980 r. w Proszowicach, mieszkała w Krakowie i Rzezawie. Rodzina sympatyzowała z Solidarnością. Jeszcze jako dziecko napisała list do I sekretarza KC PZPR z pytaniem, dlaczego w sklepach nie ma pisaków, jednak nie otrzymała odpowiedzi. W 1990 r. przeniosła się z rodziną do Wiednia i dopiero tam uczyła się języka niemieckiego. Początkowo była dyskryminowana ze względu na polskie pochodzenie, a jej ojciec zmuszony był pracować przy odśnieżaniu ulic. Po skończeniu szkoły ukończyła filozofię i politologię na uniwersytecie w Wiedniu, a następnie uzyskała stopień doktora w tych samych dziedzinach i na tej samej uczelni. Po doktoracie pracowała na macierzystej uczelni, w Instytucie Nauk Politycznych.
Z czasem Ernst-Dziedzic zaczęła angażować się w pracę organizacji pozarządowych działających m.in. na rzecz praw kobiet, mniejszości seksualnych i imigrantów. Wspierała także polskie środowiska kobiece, doradzała polskim środowiskom mniejszościowym oraz była współzałożycielką Kongresu Kobiet Polskich w Austrii.
W 2006 r. zaangażowała się w działalność Zielonych, a dwa lata później zaczęła pracę jako pracownik klubu parlamentarnego Zielonych (była asystentką Ulrike Lunacek). W 2010 r. została członkinią Zarządu Kobiet Partii Zielonych w Wiedniu. W 2011 r. weszła do prezydium Zielonych w landzie, w 2013 r. została delegatką na krajowy kongres partii, a z czasem weszła do zarządu partii. W 2016 r. objęła posadę krajowej rzeczniczki kobiet Partii Zielonych.
W 2010 r. została wybrana radną dzielnicową w Wiedniu, w dzielnicy Brigittenau. W 2015 r. zmieniła obywatelstwo na austriackie i została wybrana członkinią izby wyższej parlamentu (Rady Federalnej) i jako członek tej izby zajmowała się walką o prawa mniejszości. Rozpoznawalność uzyskała, gdy dwa lata później Zieloni nie dostali się do Rady Narodowej i dwoje członków Rady Federalnej było jedynymi reprezentantami partii w parlamencie. W wyborach parlamentarnych w 2019 r. uzyskała mandat do Rady Narodowej w okręgu wiedeńskim jako pierwsza od 1918 r. Polka.
Po 11 latach związku, 10 czerwca 2019 r., wzięła ślub ze swoją partnerką i przyjęła nazwisko Ewa Ernst-Dziedzic. Ślub Ernst-Dziedzic był setnym ślubem pary homoseksualnej od czasu legalizacji tej formy prawnej związków pół roku wcześniej. Gośćmi na ślubie byli m.in. była wiceprzewodnicząca Parlamentu Europejskiego Ulrike Lunacek i przewodniczących Partii Zielonych Werner Koegler.

## Odznaczenia
- Wielka Złota Odznaka Honorowa za Zasługi dla Republiki Austrii – 2025[6]